# ادیک هوانسیان
ادیک هوانسیان (ارمنی: Էդիկ Հովհաննիսյան) یک مجموعه‌دار سکه و اسکناس ارمنی‌تبار اهل ایران است.

## زندگی‌نامه
در سال ۱۹۳۳ (۱۳۱۲) در گروزنی پایتخت چچن در یک خانواده ارمنی به دنیا آمد و در سال ۱۹۳۸ به همراه خانواده به ایران مهاجرت نمود. تحصیلات ابتدایی را در تبریز گذراند. هوانسیان تا سال ۱۹۴۸ ساکن تبریز بود سپس به تهران نقل مکان نمود. وی در سال ۱۹۵۰ ازدواج نمود و صاحب دو پسر و یک دختر می‌باشد. 
حرفه اصلی وی کفاشی بوده است اما از سال ۱۹۷۰ فعالیت در عرصه جمع‌آوری سکه و اسکناس خارجی را آغاز کرده است. ادیک هوانسیان متخصص مدال‌ها و پول‌های خارجی نیز هست. تا به حال چندین کلکسیون خود را به نمایش گذاشته. در موزه پول تهران، نمایشگاه چشمگیری از مدال‌ها و پول‌های گوناگون ادیک هوانسیان به نمایش گذاشته شده است. وی در جریان نمایش اسکناس‌های یکصد ساله منطقه قفقاز جنوبی در موزه اسقف اعظم آرداک مانوکیان مفتخر به دریافت لوح تقدیری از سوی محیط طباطبایی، عضو هیئت اجرایی ایکوم و نماینده موزه‌های ایران شده است. همچنین مراسم بزرگداشتی به منظور تجلیل از زحمات و فعالیت‌های وی، در ۲۰۱۰ (۱۱ خرداد ۱۳۸۹)، به همت مؤسسهٔ ترجمه و تحقیق هور، در محل باشگاه فرهنگی ورزشی آرارات تهران برگزار و لوح تقدیری نیز به وی اهدا شد.